# Condado de Watauga
O Condado de Watauga é um dos 100 condados do Estado americano da Carolina do Norte. A sede do condado é Boone, e sua maior cidade é Boone. O condado possui uma área de 810 km² (dos quais 1 km² estão cobertos por água), uma população de 42 695 habitantes, e uma densidade populacional de 53 hab/km² (segundo o censo nacional de 2000). O condado foi fundado em 1799.